# Alexander Dubček

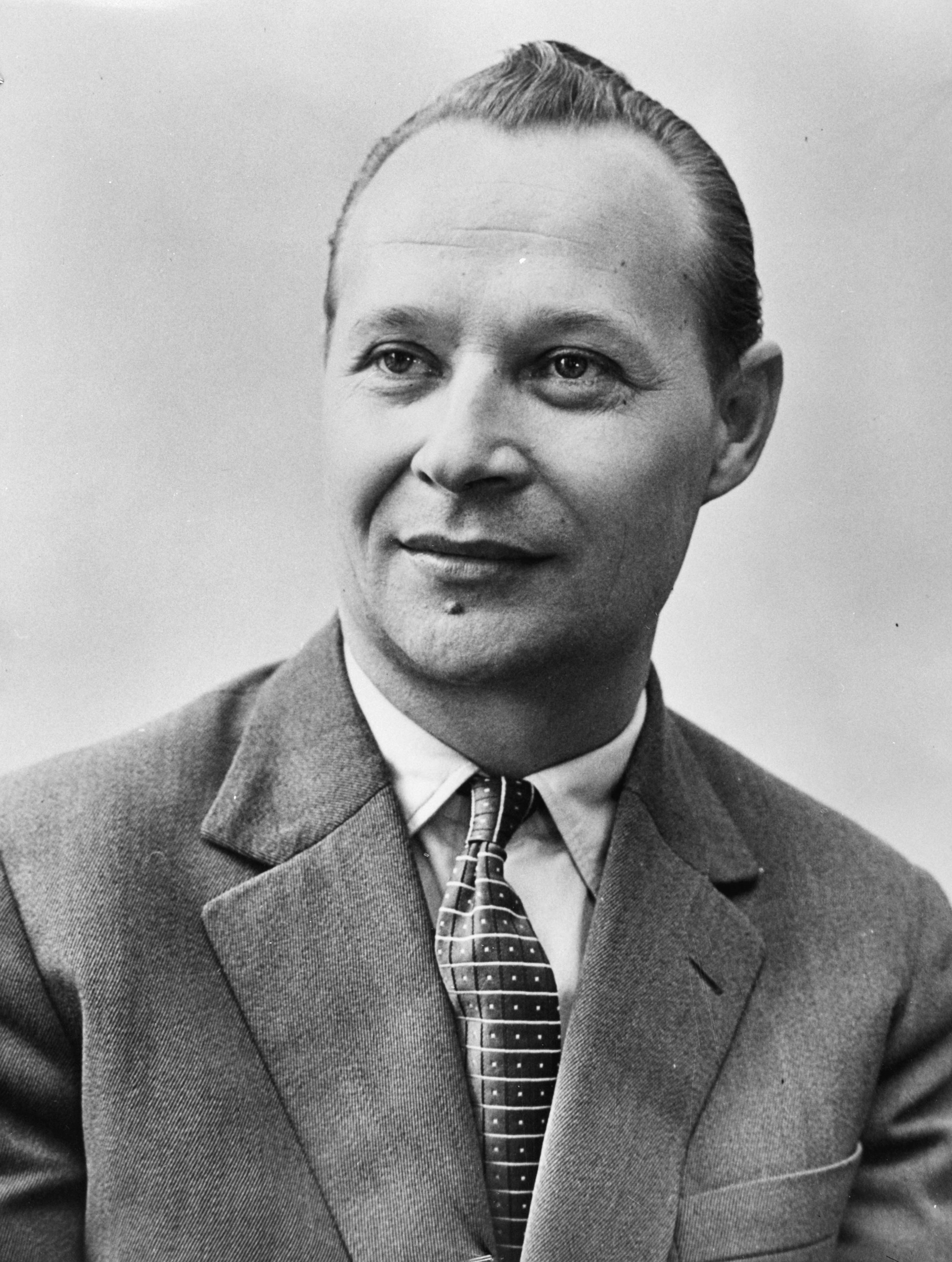
Alexander Dubček, 1968

Alexander Dubček (* 27. November 1921 in Uhrovec, Tschechoslowakei; † 7. November 1992 in Prag) war ein tschechoslowakischer und slowakischer Politiker. Als Erster Sekretär der Kommunistischen Partei der Tschechoslowakei (KSČ) war er von 1968 bis 1969 der mächtigste Politiker der Tschechoslowakei und wurde die Leitfigur des Prager Frühlings. Zuvor hatte Dubček bereits die Funktion des Ersten Sekretärs der Kommunistischen Partei der Slowakei inne (1963–1968).
Nach der Niederschlagung des Prager Frühlings musste er die Politik verlassen. 1989 schloss er sich jedoch der antikommunistischen Opposition an und wurde gemeinsam mit dem Tschechen Václav Havel eine der Hauptfiguren der Samtenen Revolution, in deren Folge Dubček zum Vorsitzenden des föderalen tschechoslowakischen Parlamentes (Dezember 1989–Juni 1992) gewählt wurde. Im Jahr 1992 wurde er zum Vorsitzenden der Sozialdemokratischen Partei der Slowakei (SDSS) gewählt.
Dubček starb am 7. November 1992 im Alter von 70 Jahren an den Folgen eines Autounfalls. Zuvor galt er als aussichtsreicher Kandidat für den Posten des künftigen slowakischen Staatspräsidenten.

## Leben
Dubček lebte mit seinen Eltern von 1925 bis 1933 in der Stadt Bischkek (ab 1926 Frunse) im sowjetischen Kirgisien als Teil der Interhelpo, von 1933 bis 1938 in Zentralrussland. In dieser Zeit erlernte er den Beruf des Maschinenschlossers. 1939 wurde er Mitglied der Kommunistischen Partei der Slowakei (KSS) und 1944 nahm er am Slowakischen Nationalaufstand teil. Ab 1949 bekleidete er verschiedene Parteiämter: 1949 wurde er Parteifunktionär, 1953 Parteisekretär in Banská Bystrica. 1955 ging Dubček zum Studium an die Moskauer Parteihochschule der KPdSU, 1958 kam er wieder zurück in die Tschechoslowakei. In Moskau erlebte er zum ersten Mal, dass offen über Stalins Politik diskutiert wurde. Bisher war er es nicht gewohnt, dass man über diese Dinge offen sprach, da in seinem Land der Stalinismus noch immer eisern weitergeführt wurde.
In Bratislava wurde er Parteisekretär und wurde auch in das Zentralkomitee der KSS gewählt. Mit der Verfassungsreform von 1958 durch Antonín Novotný, den damaligen Ersten Sekretär des Zentralkomitees der KSČ, war Dubček nicht einverstanden:
1. Seine Meinung war, dass die Namensänderung von ČSR (Československá republika) in ČSSR (Československá socialistická republika) – also der Zusatz „sozialistisch“ – nicht gerechtfertigt sei.
2. Durch die Reform sollte erreicht werden, dass die Partei fest im Staat verankert sei, was der Verfassung von 1948 widerspreche.
3. Auch die Rechte der Slowakei innerhalb der ČSR/ČSSR würden beschnitten und so die Errungenschaften von 1944/45 beseitigt. Die slowakische Nationalregierung und andere slowakische Einrichtungen würden abgeschafft.[1]

1959 wurde Dubček zum Sekretär für Industriefragen ins ZK der KSČ berufen, wo er für das Hüttenwesen, die Werkzeug- und Maschinenindustrie, die chemische Industrie und die Bauindustrie zuständig war.

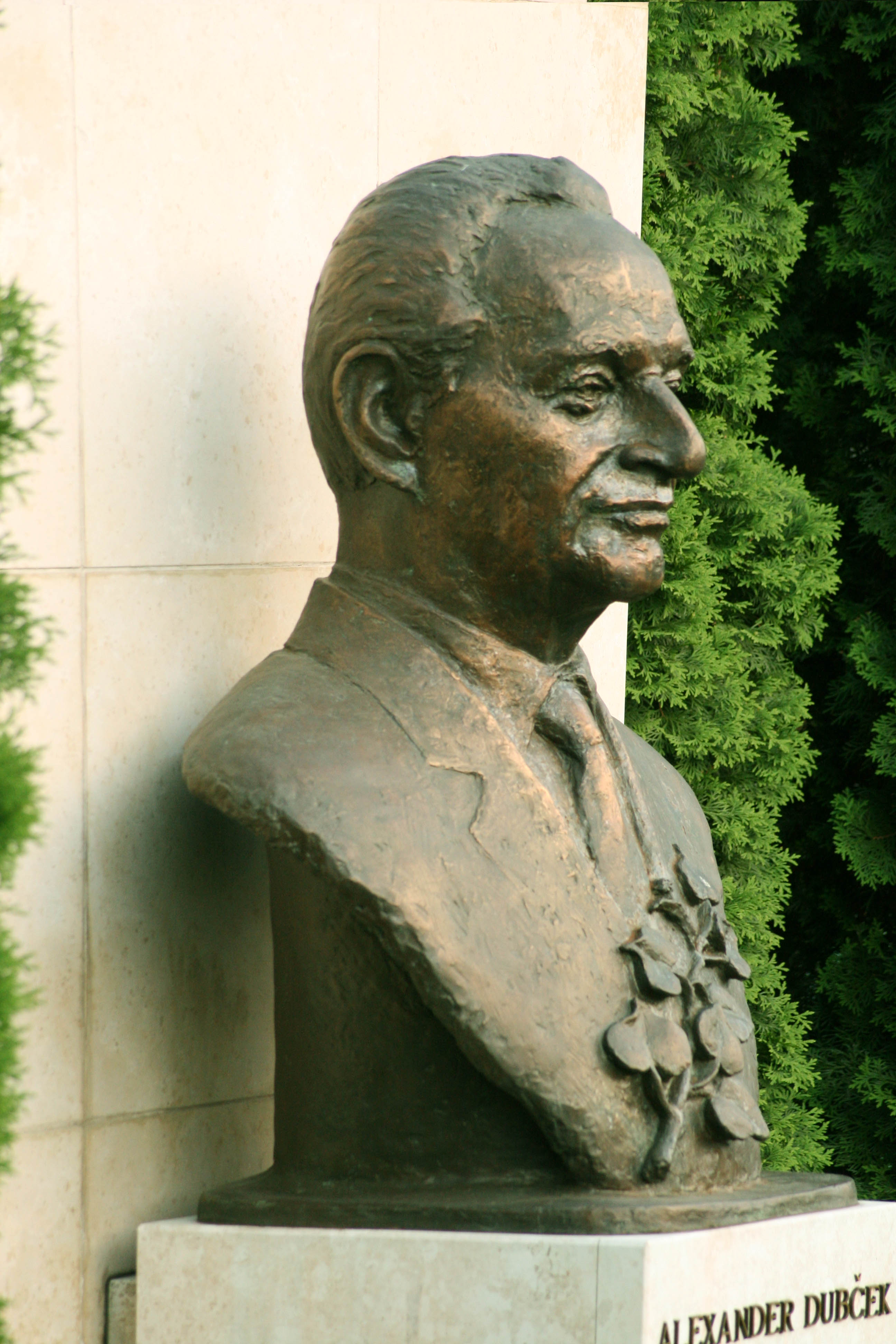
Büste Dubčeks in Bratislava

Als in der UdSSR die Rehabilitierung von Parteigenossen vollzogen wurde, stellte Dubček die Frage der Rehabilitierung von slowakischen Widerstandskämpfern, die 1951–1953 hingerichtet worden waren, zur Diskussion. Es kam zu innerparteilichen Auseinandersetzungen zwischen Dubček und Novotný. In der Folge unterlag Dubček, der zum Sekretär eines slowakischen Kraj degradiert wurde. Auf dem 12. Parteitag der KSČ im Dezember 1962 kehrte er jedoch ins ZK zurück und konnte bewirken, dass sich eine Kommission (Kolder-Kommission) mit der einstigen Säuberung und Rehabilitierung beschäftigte. 1963 war der Bericht der Kommission fertig, und Dubček forderte die Rehabilitierung von Husák und Clementis. Es gelang ihm, Erster Sekretär des ZK der KSS zu werden; dadurch wurde er gleichzeitig Mitglied des Präsidiums des ZK der KSČ. Unter Dubček vollzog sich in der Slowakei eine leichte Öffnung zur Meinungsfreiheit, während im tschechischen Teil der ČSSR alles beim Alten blieb. Innerhalb der Partei begann eine Konfrontation zwischen Dubček und Novotný. Dubček forderte bei einer zweitägigen Plenartagung des ZK die Selbstkritik in der Partei. Man solle nicht nur Kritik an den Bezirks- und Regionalebenen vornehmen, sondern ganz oben beginnen. Dies trennte beide noch mehr, doch konnte Novotný den Sieg von Dubček nicht verhindern.
Am 5. Januar 1968 löste Dubček Novotný als Ersten Sekretär der KSČ ab. Sein Einsatz für einen Sozialismus mit menschlichem Antlitz machte Dubček zum Repräsentanten eines reformkommunistischen Kurses in der Tschechoslowakei, der als Prager Frühling bezeichnet wurde. Nach der gewaltsamen Zerschlagung der Reformbewegung durch den Einmarsch der Truppen des Warschauer Paktes musste Dubček am 17. April 1969 als Parteichef der KSČ zurücktreten und übernahm bis September 1969 den Vorsitz in der Nationalversammlung, dem Parlament der ČSSR. Darauf war er für kurze Zeit Botschafter in der Türkei. Im Juni 1970 wurde er aus der Partei ausgeschlossen und musste fortan seinen Lebensunterhalt als Beschaffungsinspektor der Forstverwaltung von Bratislava verdienen.

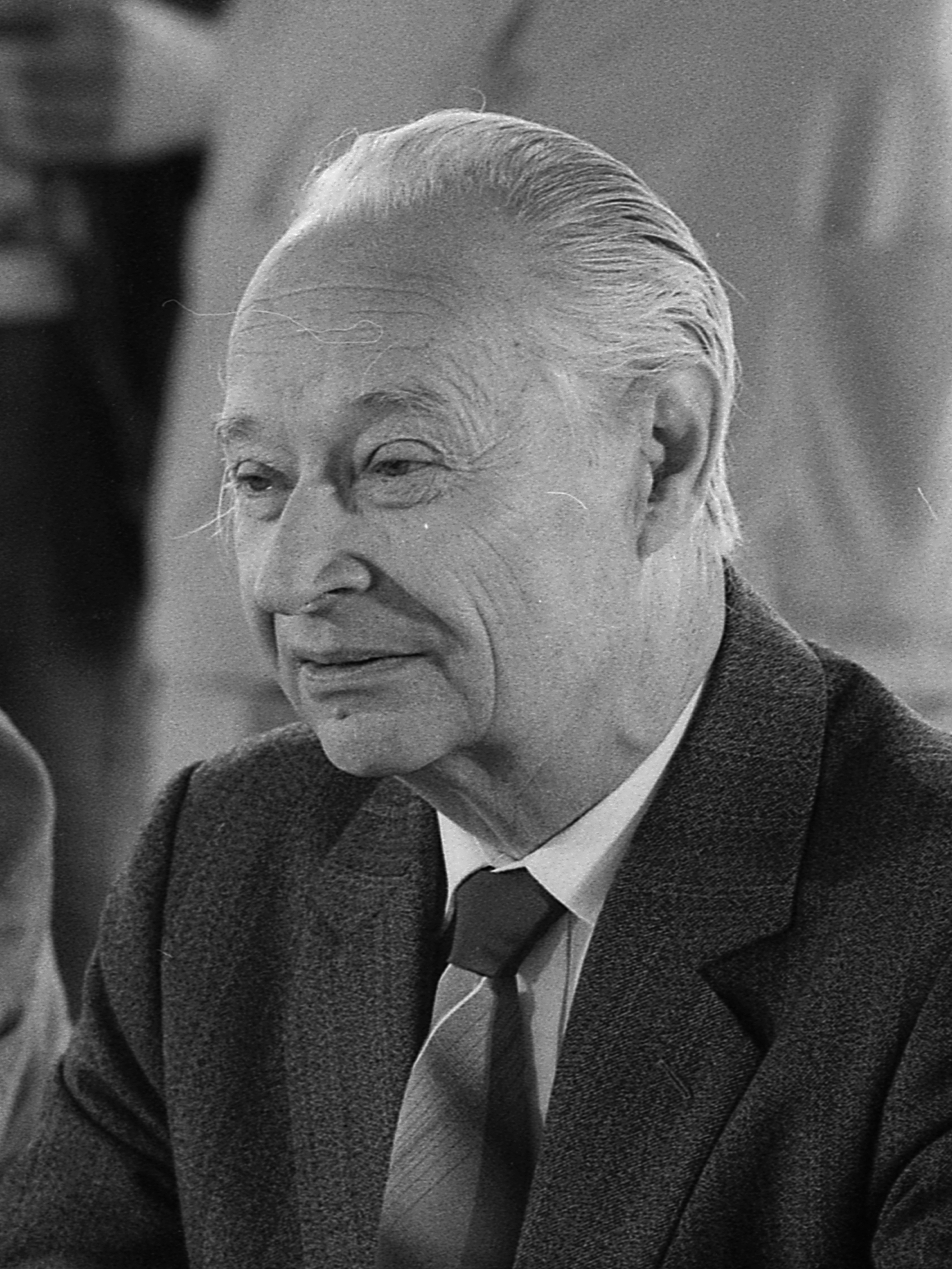
Alexander Dubček, 1990

Am 13. November 1988 erhielt Dubček im Rahmen ihrer 900-Jahr-Feier die Ehrendoktorwürde für politische Wissenschaften der Universität Bologna.
Sie wurde ihm verliehen, weil er sich über viele Jahre hinweg für die Menschenrechte in Ländern eingesetzt habe, in denen „schwere Verletzungen der demokratischen Prinzipien üblich“ seien. Die Ehrung erfolgte auch auf Drängen des Generalsekretärs der Kommunistischen Partei Italiens, Alessandro Natta. In seiner Dankesrede verzichtete Dubček auf scharfe Kritik an der Politik in der ČSSR; sein Redetext war jedoch bereits einen Tag zuvor von der Presse in voller Länge veröffentlicht worden. Nachdem Dubček von den Prager Behörden erst in letzter Minute die Ausreise nach Italien genehmigt worden war, fürchtete er, Schwierigkeiten bei seiner Rückkehr zu bekommen, wenn er sich im Westen kritisch zur politischen Situation in seiner Heimat äußere. In seiner Rede ging Dubček dann aber doch auf die Ereignisse von 1968 ein: Die Prager Reformbewegung wäre ohne das gewaltsame Eingreifen der Sowjetunion sicherlich erfolgreich gewesen, ihre Ziele ähnelten denen der Reformpolitik Michail Gorbatschows. Noch immer jedoch würden Menschen, die so dächten wie er, in der ČSSR verfolgt.
Es war Dubčeks erster öffentlicher Auftritt in einem westlichen Staat überhaupt, abgesehen von der kurzen Zeit als Botschafter in der Türkei.
Im Zuge der Reformpolitik ab 1989 wurde Dubček rehabilitiert und am 28. Dezember 1989 zum Parlamentspräsidenten des tschechoslowakischen Parlaments gewählt (im Amt bis Juni 1992).

## Tod und Gedenken

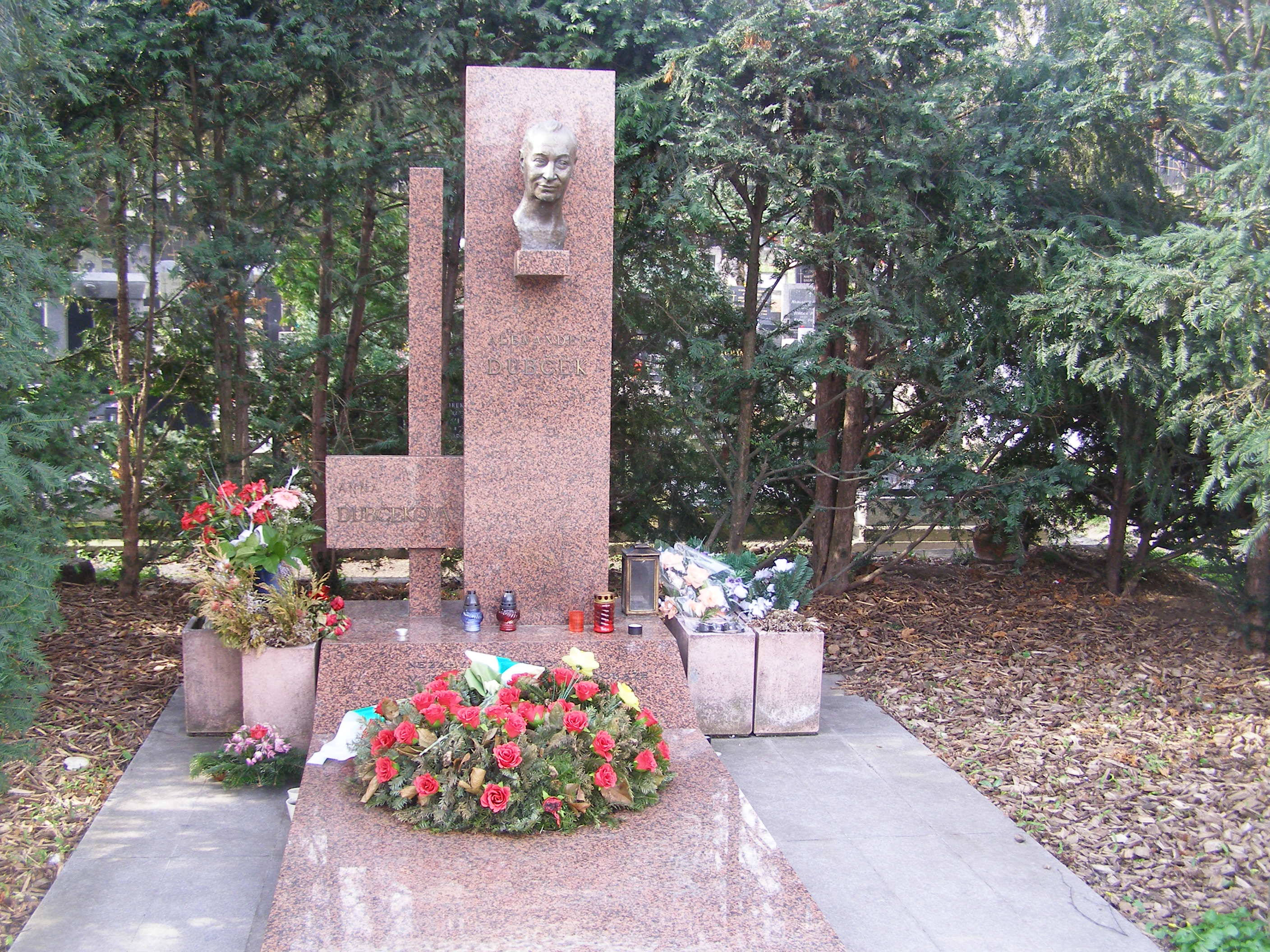
Dubčeks Grab in Bratislava

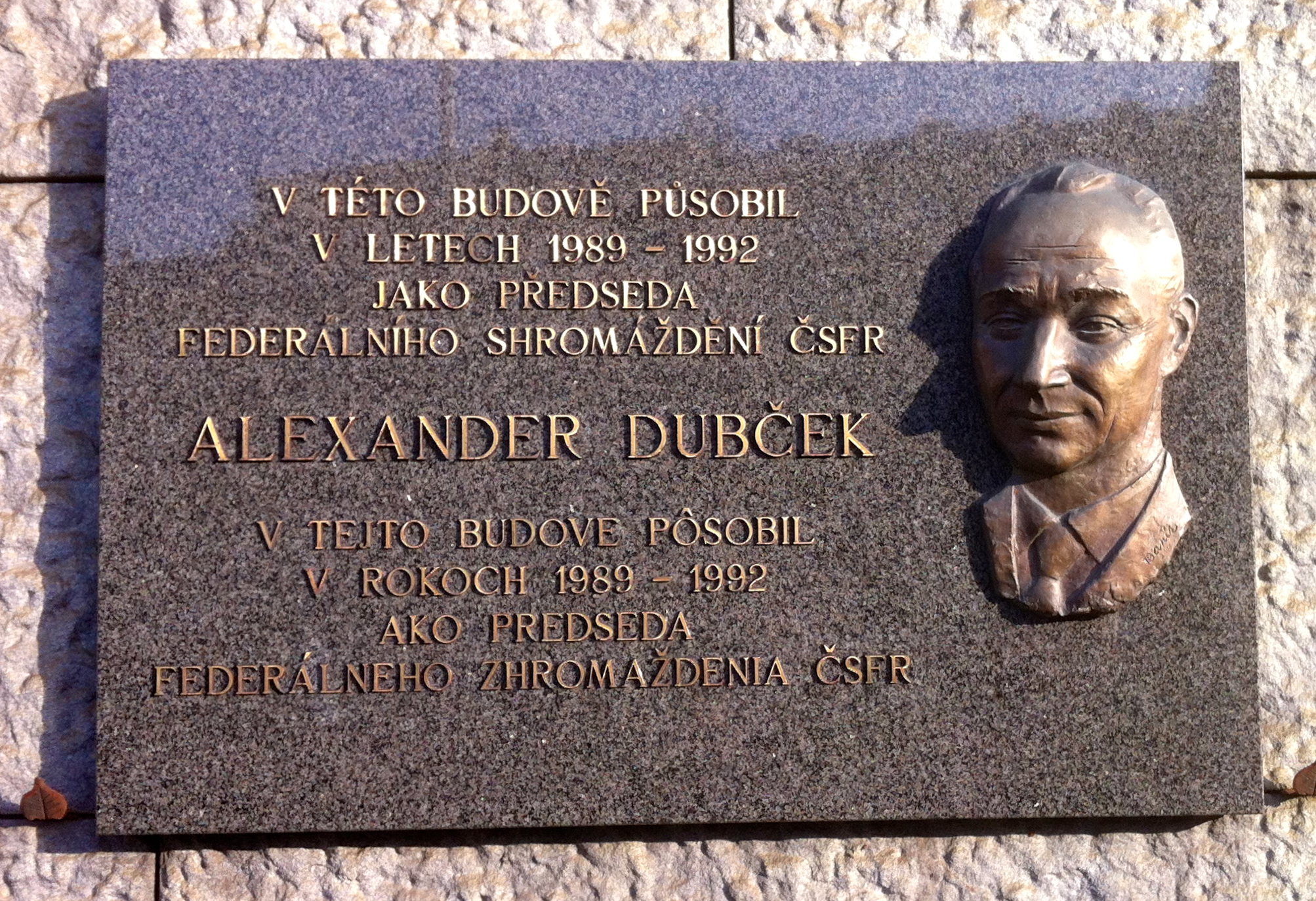
Plakette am Nationalmuseum in Prag

Alexander Dubček starb an den Folgen eines Autounfalls, der sich am 1. September 1992 nahe Humpolec in Tschechien ereignet hatte. Er wurde in einem Ehrengrab auf dem Friedhof Slávičie údolie in der slowakischen Hauptstadt Bratislava beigesetzt.
Nach seinem Tod wurden Stimmen laut, die an der offiziellen Version eines einfachen Autounfalls zweifelten und stattdessen an einen gezielten Anschlag auf Dubčeks Leben glaubten. Ende 1999 wurde auf Drängen der Tschechischen Sozialdemokratischen Partei (ČSSD) vom Innenministerium eine erneute Untersuchung von Dubčeks Tod eingeleitet. Diese kam jedoch, wie auch frühere Untersuchungen, zu dem Schluss, der Unfall sei wegen überhöhter Geschwindigkeit auf Aquaplaning zurückzuführen; Hinweise auf einen Anschlag lägen nicht vor.
Der Platz vor dem slowakischen Parlament südwestlich der Burg Bratislava, auf dem sich zur Würdigung des berühmten Slowaken ein Denkmal mit seiner Büste befindet, heißt Alexander-Dubček-Platz (Námestie Alexandra Dubčeka).

## Ämter und Funktionen
- 1951–1955, 1960–1968 und 1969–1970: Abgeordneter / 1969 Vorsitzender des Bundesparlaments (Nationalversammlung, seit 1969 Föderalversammlung genannt)
- 1964–1970: Abgeordneter des slowakischen Parlaments
- 1955–1968: Mitglied / seit 1962 Mitglied des Präsidiums / seit 1963 Erster Sekretär des Zentralkomitees der Kommunistischen Partei der Slowakei
- 1958–1969: Mitglied / 1960–1962 Sekretär / seit 1962 Mitglied des Präsidiums / seit 1968 Erster Sekretär des Zentralkomitees der Kommunistischen Partei der Tschechoslowakei
- 1969–1970: Botschafter in der Türkei
- 1970: aus der Kommunistischen Partei ausgeschlossen
- 1989–1992: Mitglied der Partei Verejnosť proti násiliu (Öffentlichkeit gegen Gewalt (VPN))
- 1990–1992: Vorsitzender des Bundesparlaments (Föderalversammlung)
- 1992: Vorsitzender und Mitglied der Slowakischen Sozialdemokratischen Partei (SSDS); nach den Wahlen von 1992 Abgeordneter des Bundesparlaments für die SSDS

## Auszeichnungen
- 1988: Ehrendoktorwürde der Universität Bologna
- 1989: Sacharow-Preis für geistige Freiheit (EU-Menschenrechtspreis)[9]
- 1991: Großes Goldenes Ehrenzeichen am Bande für Verdienste um die Republik Österreich[10]